# Potirendaba
Potirendaba é um município brasileiro do estado de São Paulo. Sua população em 2022 (Instituto Brasileiro de Geografia e Estatística) era de 18 496 habitantes. A cidade de Potirendaba é uma das cidades que fazem parte da região metropolitana de São José do Rio Preto, interior de São Paulo.

## História
Potirendaba recebeu status de município por meio da Lei Estadual nº 2098 de 26 de dezembro de 1925, com território desmembrado de São José do Rio Preto. Popularmente conhecido pelo famoso Bar do Corgo Fundo.

### Toponímia
"Potirendaba" é um termo da língua tupi que significa "lugar onde estão as flores", através da junção dos termos potyra ("florido"), endaba ("lugar"). É comumente traduzido por seus habitantes com o significado de "buquê de flores".

## Demografia
Dados do Censo – 2010
População total: 15 449
- Urbana: 13 884  (89,9
- Rural: 1 565    (10,1%)
- Homens: 7 852   (50,8%)[13]
- Mulheres: 7 597 (49.2%)

Densidade demográfica (hab./km²): 45,12
Taxa de alfabetização: 93,1%
Dados do Censo – 2000
Mortalidade infantil até 1 ano (por mil): 8,96
Expectativa de vida (anos): 75,42
Taxa de fecundidade (filhos por mulher): 1,89
Índice de Desenvolvimento Humano (IDH-M): 0,805
- IDH-M Renda: 0,725
- IDH-M Longevidade: 0,840
- IDH-M Educação: 0,851

(Fonte: IPEADATA)

## Geografia
Localiza-se a uma latitude 21º02'34" sul e a uma longitude 49º22'38" oeste, estando a uma altitude de 469 metros. Possui área de 342,4 km².

## Infraestrutura

### Comunicações
O sistema de telefones automáticos foi inaugurado na cidade em 1974 pela Telecomunicações de São Paulo (TELESP), que também implantou o sistema de discagem direta à distância (DDD) em 1982 com o código de área (0172). Anteriormente a cidade era atendida pela Cia. Telefônica Rio Preto, empresa administrada pela Companhia Telefônica Brasileira (CTB).
Na década de 90 o código DDD da cidade foi alterado para (017), para padronização do sistema telefônico com a telefonia celular que estava sendo implantada em todo o estado.

## Religião
O Cristianismo se faz presente na cidade da seguinte forma:

### Igreja Católica
- A igreja faz parte da Diocese de São José do Rio Preto.[21]

### Igrejas Evangélicas
- Assembleia de Deus Ministério do Belém.[22][23]
- Congregação Cristã no Brasil.[24]